# Quantanthura frema
Quantanthura frema är en kräftdjursart som beskrevs av Gary C.B. Poore och Lew Ton 1986. Quantanthura frema ingår i släktet Quantanthura och familjen Anthuridae. Inga underarter finns listade i Catalogue of Life.